# M89 (galaxie)
Pour les articles homonymes, voir M89.
M89 (NGC 4552) est une galaxie elliptique relativement rapprochée et située dans la constellation de la Vierge. Sa vitesse par rapport au fond diffus cosmologique est de 666 ± 23 km/s, ce qui correspond à une distance de Hubble de 9,82 ± 0,77 Mpc (∼32 millions d'al). Elle a été découverte par l'astronome français Charles Messier en 1781.
M89 renferme des régions d'hydrogène ionisé. C'est aussi une galaxie LINER, c'est-à-dire une galaxie dont le noyau présente un spectre d'émission caractérisé par de larges raies d'atomes faiblement ionisés. De plus, c'est une galaxie active de type Seyfert 2 et une radiogalaxie à spectre continu (Flat-Spectrum Radio Source).   

## Distance et mouvement de M89
À ce jour, 47 mesures non basées sur le décalage vers le rouge (redshift) donnent une distance de 16,472 ± 3,642 Mpc (∼53,7 millions d'al), ce qui est à l'extérieur des valeurs de la distance de Hubble.
Cette galaxie, comme plusieurs de l'amas de la Vierge, est relativement rapprochée du Groupe local et on obtient souvent une distance de Hubble très différente en raison de leur mouvement propre dans le groupe où dans l'amas où elles sont situées. La distance de 16.472 Mpc est sans aucun doute plus près de la réalité. Selon ces deux mesures, NGC 4552 se dirige vers le centre de l'amas en direction de la Voie lactée. Notons que c'est avec la valeur moyenne des mesures indépendantes, lorsqu'elles existent, que la base de données NASA/IPAC calcule le diamètre d'une galaxie.

## Caractéristiques

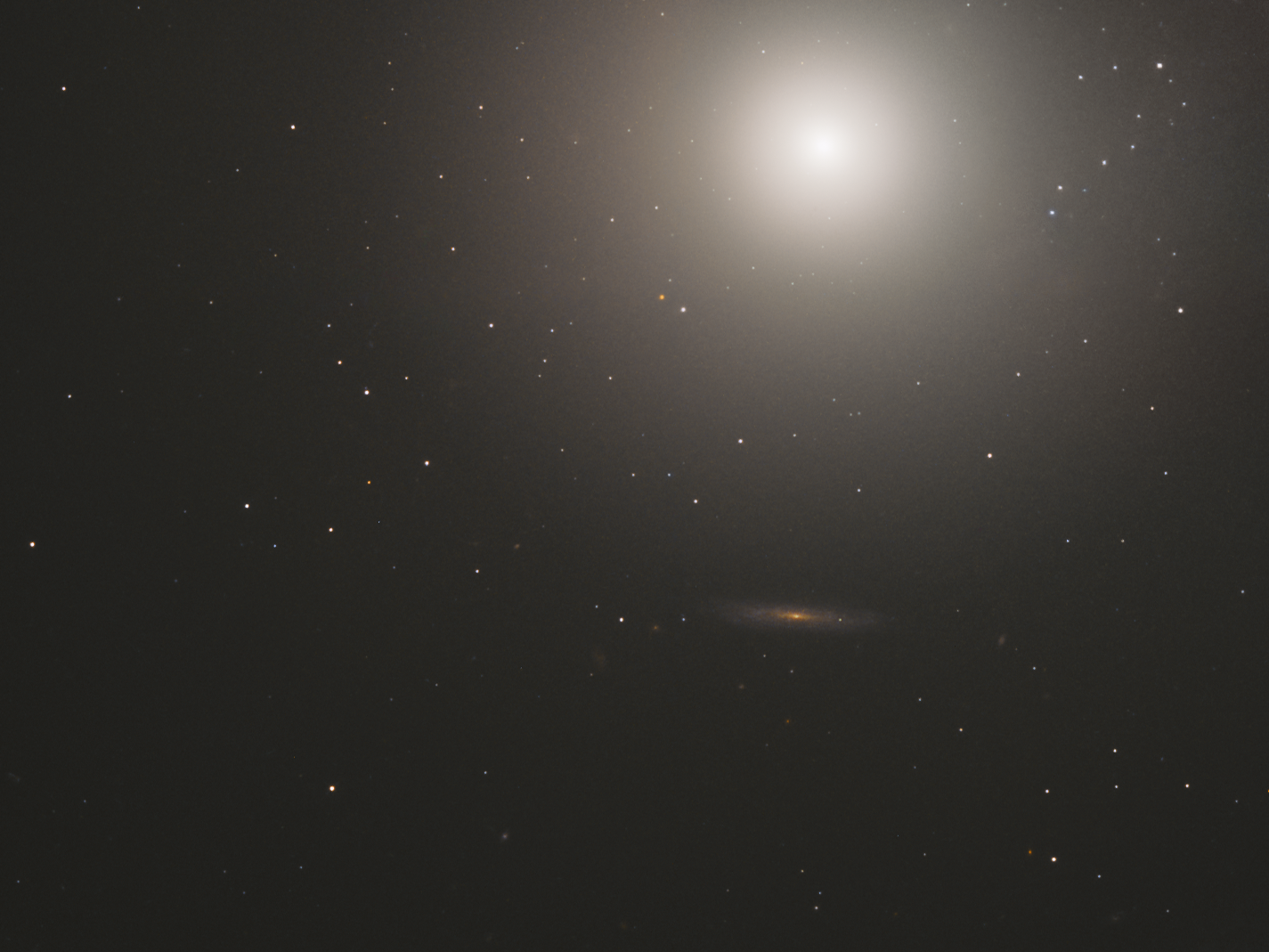
M89 par le télescope spatial Hubble.

Vers la fin des années 1970, l'astronome britanno-australien David Malin (en) a découvert sur des photographies à longue pose et à grande sensibilité réalisées avec le télescope UK Schmidt de 1,2 m de l'observatoire de Siding Spring en Australie que M89 était enveloppée d'une vaste structure de gaz et de poussière qui s'étend à plus de 150 000 années-lumière. Il a également découvert une structure en forme de jet longue de 100 000 milles. Ces découvertes ont été rapportées dans la revue Nature de janvier 1979. Le réseau complexes de coquilles et de jets du halo de M89 suggère que cette galaxie a connu plusieurs rencontres avec de plus petites galaxies qu'elle a absorbées.
Le halo de M89 renferme également un nombre impressionnant d'amas globulaires. Un relevé effectué en 2006 a montré qu'il y  environ 2000 ± 700 amas en dedans de 25′ de la galaxie. Selon une autre publication parue en  2008, ce nombre serait de 984 ± 198. C'est énorme comparé aux 150 à 200 amas globulaires de la Voie lactée. En moyenne, ces amas sont âgés de dix milliards d'années. Il y a également un trou noir supermassif de plus de 500 millions de masses solaires ({\displaystyle M_{\odot }}) au centre de la galaxie. 
Des observations réalisées par le télescope spatial Chandra dans le domaine des rayons X ont révélé deux structures de gaz chaud en forme d'anneau dans le centre de la galaxie. On pense que ces structures proviennent d'un sursaut de formation d'étoiles datant d'un à deux millions d'années ainsi que de la pression dynamique produite par le mouvement de M89 dans le milieu intergalactique de l'amas de la Vierge.

## Trou noir supermassif
Selon une étude réalisée auprès de 76 galaxies par Alister Graham en 2008, le bulbe central de NGC 4473 renferme un trou noir supermassif dont la masse est estimée à 4,8+0,8
−0,8 × 108 {\displaystyle M_{\odot }}.
Selon une autre étude publiée en 2009 et basée sur la vitesse interne de la galaxie mesurée par le télescope spatial Hubble, la masse du trou noir supermassif au centre de NGC 4552 serait comprise entre 690 millions et 1,9 milliard de {\displaystyle M_{\odot }}.

## Groupe de M86
Selon Abraham Mahtessian, M89 (NGC 4552) fait partie d'un groupe de galaxies qui compte 22 membres, le groupe de M86 (NGC 4406) (M86 est la plus brillante de ce groupe). Les autres galaxies de la liste de Mahtessian sont M98 (NGC 4192), NGC 4208 (NGC 4212 dans l'article), NGC 4216, NGC 4396, M86 (NGC 4406), NGC 4413, NGC 4419, NGC 4438, NGC 4531, NGC 4550, M90 (NGC 4569), IC 3094 (appartenance incertaine), IC 3258 et IC 3476.
La liste de Mahtessian renferme quelques erreurs. Par exemple, la galaxie NGC 4438 forme une paire avec la galaxie NGC 4435 et elle devrait logiquement appartenir au groupe de M60 décrit par Mahtessian et au groupe de M49 décrit par A.M. Garcia. Autre exemple, l'omission de la galaxie IC 3583 qui forme une paire avec M90.
De plus, la liste de Mahtessian renferme d'autres erreurs évidentes. On y retrouve par exemple la galaxie NGC 598 qui est en réalité la galaxie du Triangle (M33) et qui fait partie du Groupe local, de même que la galaxie NGC 784 qui appartient au groupe de NGC 672 et qui est au moins trois fois plus rapprochée de la Voie lactée que les autres galaxies du groupe de M86. De plus, trois des galaxies (1110+2225, 1228+1233 et 1508+3723) mentionnées dans l'article sont introuvables dans les bases de données. La notation employée par Mahtessian est un abrégé de la notation du Catalogue of Galaxies and of Clusters of Galaxies CGCG et la correspondance avec d'autres désignations ne figure malheureusement pas dans l'article. Ainsi, les galaxies 0101+1625 et 1005+1233 sont en réalité CGCG 0101.7+1625 (UGC 685) et CGCG 1005.8+1233 (Leo I ou UGC 5470). Leo I fait partie du Groupe local et UGC 685 est à environ 15 millions d'années-lumière de nous en bordure du groupe local. Ces deux galaxies n'appartiennent manifestement pas au groupe de M86.
Certaines de ces galaxies s'approchent de la Voie lactée ou leur vitesse radiale est trop faible pour que l'on puisse calculer leur distance à partir de la loi de Hubble-Lemaître. Heureusement, plusieurs mesures (sauf pour IC 3094 et NGC 4431) ont été réalisées selon des méthodes indépendantes du décalage vers le rouge. La distance moyenne des galaxies du groupe avec suffisamment de mesure non basées sur le décalage est de 14,9 Mpc.